# Einhyrningur
Der Berg Einhyrningur (isl. Einhorn) befindet sich in Island. Er erreicht eine Höhe von 651 m. 

## Lage
Er liegt im Süden des Landes zwischen Fljótshlíð und der Þórsmörk im Bezirk Rangárvallasýsla.

## Vulkanismus
Der Berg ist ein Palagonitrücken, d. h., er verdankt seine Existenz Ausbrüchen an einer Spalte unter einem Eiszeitgletscher.

## Name
Der Name Einhyrningur (dt. Einhorn) rührt von der eigenartigen Form des Berges her. Der ziemlich steile und felsige Berg hat am Nordostende ein auffallendes Horn.

## Bergsteigen
Von Südosten kann man den Berg besteigen ausgehend von einer Hütte südlich des Einhyrningur, die vor allem für die Schaftreiber errichtet wurde.

## Besiedelungsgeschichte
Lt. Landnahmebuch siedelte hier Sighvatur hinn rauði, der sich den Hof Bólstaður an den Fuß des Berges baute. Bis vor kurzem waren noch Spuren früherer Besiedelung der Gegend in der Þórsmörk südlich der Tindfjöll und auch an dieser Stelle zu sehen.

## Begriffsklärung
Ein gleichnamiger Berg befindet sich in Vestur-Skaftafellssýsla.